# Kamp Westerbork
Kamp Westerbork (niem. Judendurchgangslager Westerbork) – były niemiecki nazistowski przejściowy obóz z czasów II wojny światowej funkcjonujący w latach 1942–1945, zlokalizowany w okupowanej Holandii w pobliżu miejscowości Westerbork i Hooghalen w prowincji Drenthe. Na terenie obozu gromadzono holenderskich Żydów, aby następnie pociągami wywieźć ich do obozów zagłady w Europie Wschodniej, głównie do Auschwitz-Birkenau i Sobiboru. Większość ze 107 000 Żydów wywiezionych z Holandii przebywała tu przejściowo przed deportacją. Z obozu zostało deportowanych także 245 Romów i Sinti oraz kilkudziesięciu działaczy ruchu oporu. Po zakończeniu wojny powróciło zaledwie 5000 osób ze wszystkich deportowanych. W Kamp Westerbork znajdowało się także tajne miejsce egzekucji członków holenderskiego ruchu oporu i więźniów, którzy próbowali uciec z obozu.

## Tło historyczne

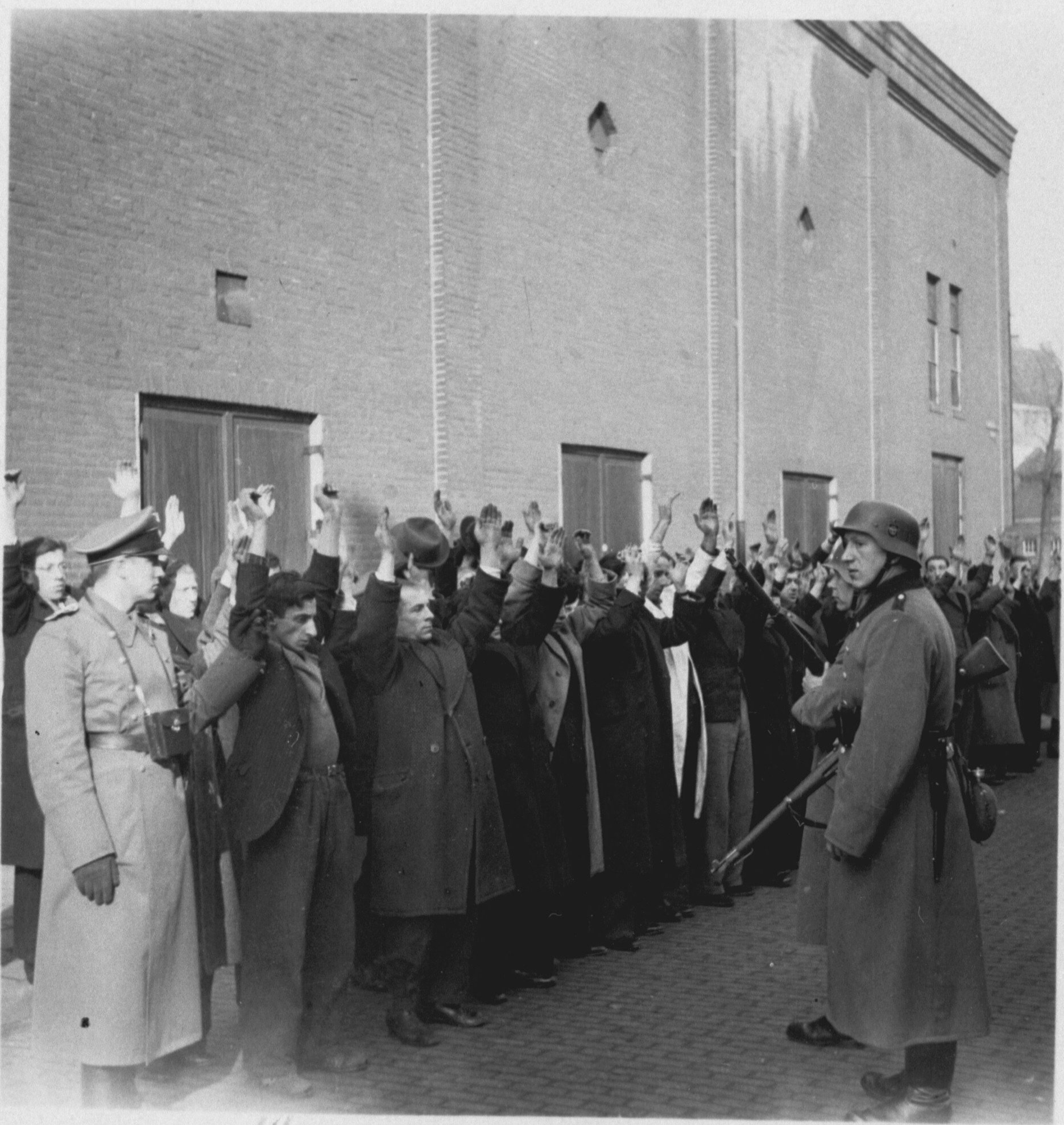
22 lutego 1941 zatrzymanie w bezwzględny sposób żydowskich mężczyzn przez niemieckiego okupanta w Amsterdamie

Przed wybuchem wojny w całej Holandii żyło około 140 000 Żydów, głównie w Amsterdamie, Hadze i Rotterdamie. 10 maja 1940 roku o godzinie 3:55 niemieckie wojsko przekroczyło granicę i wkroczyło do Holandii, bez uprzedniego ostrzeżenia i bez wypowiedzenia wojny. Po zbombardowaniu Rotterdamu, 14 maja została ogłoszona kapitulacja, a armia rozwiązana. Królowa Wilhelmina i większa część rządu drogą lotniczą ewakuowali się do Londynu. Holandia znalazła się pod okupacją niemiecką.
Po upływie pierwszych tygodni okupacji Żydów zaczęły obowiązywać coraz to nowe i bardziej restrykcyjne zarządzenia niemieckiego okupanta, kontynuujące nazistowską politykę antyżydowską. Wstęp do wielu miejsc publicznych został dla nich zakazany, np. do kawiarni, muzeów, kin, basenów, parków, zakładów fryzjerskich itd. Nie mogli korzystać ze schronów ani być zatrudniani na stanowiskach państwowych. Musieli oddać swoje pieniądze, a przedsiębiorstwa będące ich własnością zostały przejęte. Od 1 września 1941 roku dzieci żydowskie musiały chodzić do osobnych szkół. Żydowscy pracownicy coraz trudniej mogli znaleźć zatrudnienie. 10 stycznia 1941 roku w okupowanej Holandii wprowadzono dla Żydów obowiązek rejestrowania się.
25 lutego 1941 roku miał miejsce powszechny strajk w Amsterdamie jako protest przeciwko brutalnemu antysemityzmowi niemieckiego okupanta. Strajk rozszerzył się na inne miasta holenderskie: Haarlem, Hilversum, Utrecht i obszar Zaanstreek. Sklepy, przedsiębiorstwa i biura były w tym dniu zamknięte. Tramwaje pozostały w zajezdni. Strajk został krwawo stłumiony, dziewięć osób zostało zabitych, a dziesiątki rannych. Februaristaking był jedyną tego typu masową otwartą akcją w okupowanej Europie.
2 maja 1942 roku obowiązkowe stało się noszenie opaski z żółtą Gwiazdą Dawida jako znak rozróżniający. W 1942 roku liczni bezrobotni żydowscy mężczyźni zostali wysłani do obozów pracy, utworzonych w północnych prowincjach w latach 30. XX wieku dla bezrobotnych mężczyzn holenderskich. Wkrótce rozpoczęły się pierwsze obławy i deportacje Żydów z Holandii przez Westerbork do obozów koncentracyjnych zlokalizowanych na wschodzie Europy. Przez cały sierpień 1942 trwały obławy na Żydów. Od jesieni już bez zapowiedzi wyprowadzano z mieszkań osoby pochodzenia żydowskiego. Po obławach w maju i czerwcu 1943 roku w Amsterdamie tysiące holenderskich Żydów trafiło do obozu Westerbork. W nocy z 2 na 3 października 1942 roku zostały okrążone obozy pracy, następnego ranka wszyscy mężczyźni żydowscy zostali pod eskortą deportowani (pociągami, samochodami lub pieszo) do obozu Westerbok.
Od 23 marca 1942 roku w Holandii zaczęły obowiązywać ustawy norymberskie.
Około 25 000 holenderskich Żydów starało się ukryć w celu uniknięcia deportacji. Brakowało jednak adresów do ukrycia oraz funduszy. Dodatkową trudność stanowił problem z przemieszczaniem się m.in. ze względu na intensywne kontrole w publicznych środkach transportu. Ukrywającym się pomagały organizacje Landelijke Organisatie voor Hulp aan Onderduikers i Utrechts Kinderencomité. Było to niezwykle ryzykowne i groziło karą śmierci. Z drugiej strony tysiące ukrywających się Żydów zostało zdradzonych, np. w okresie od marca do września 1943 roku w Amsterdamie członkowie kolumny Henneickego schwytali 8000 ukrywających się osób żydowskich. Jesienią 1944 roku premia dla członków organizacji z minimalnie 7,5 guldena została podniesiona przez okupanta niemieckiego do 40 guldenów za głowę (kopgeld). Ostatnia wielka obława w Amsterdamie miała miejsce 29 września 1943 roku. Najprawdopodobniej 2/3 z ukrywających się Żydów udało się przeżyć wojnę.

## Historia obozu
Historia obozu Westerbork jest nierozerwalnie związana z prześladowaniami i eksterminacją społeczności żydowskiej podczas II wojny światowej.

### Centraal Vluchtelingenkamp Westerbork

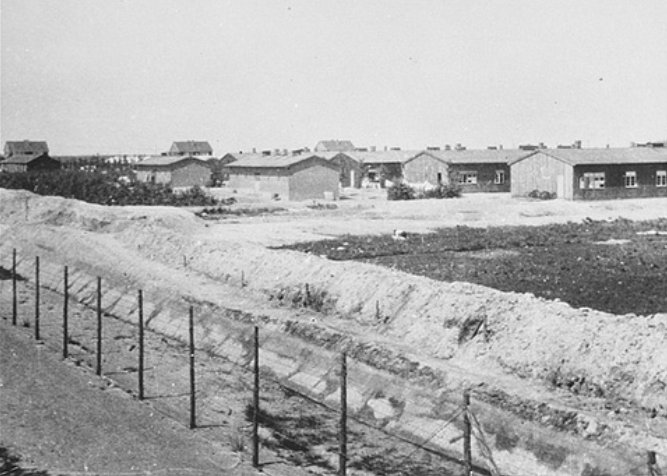
Obozowe baraki

Obóz został wybudowany w 1939 roku jako Centraal Vluchtelingenkamp Westerbork za zgodą rządu holenderskiego i był sfinansowany przez społeczność żydowską. Miał służyć za schronienie dla Żydów, którzy po wydarzeniach Nocy kryształowej z listopada 1938 roku zdecydowali się opuścić Niemcy. Składał się z dużej liczby drewnianych baraków i nowoczesnego drewnianego domu dla dyrektora, wybudowanych z dala od innych terenów zabudowanych. Do 1940 roku do Holandii przybyło 10 000 żydowskich uchodźców, głównie z Niemiec. Pierwszych 22 żydowskich uchodźców zamieszkało w obozie 9 października 1939 roku. Pod koniec kwietnia następnego roku w obozie mieszkało już 749 żydowskich uchodźców.

### (Polizeiliches) Judendurchgangslager Westerbork

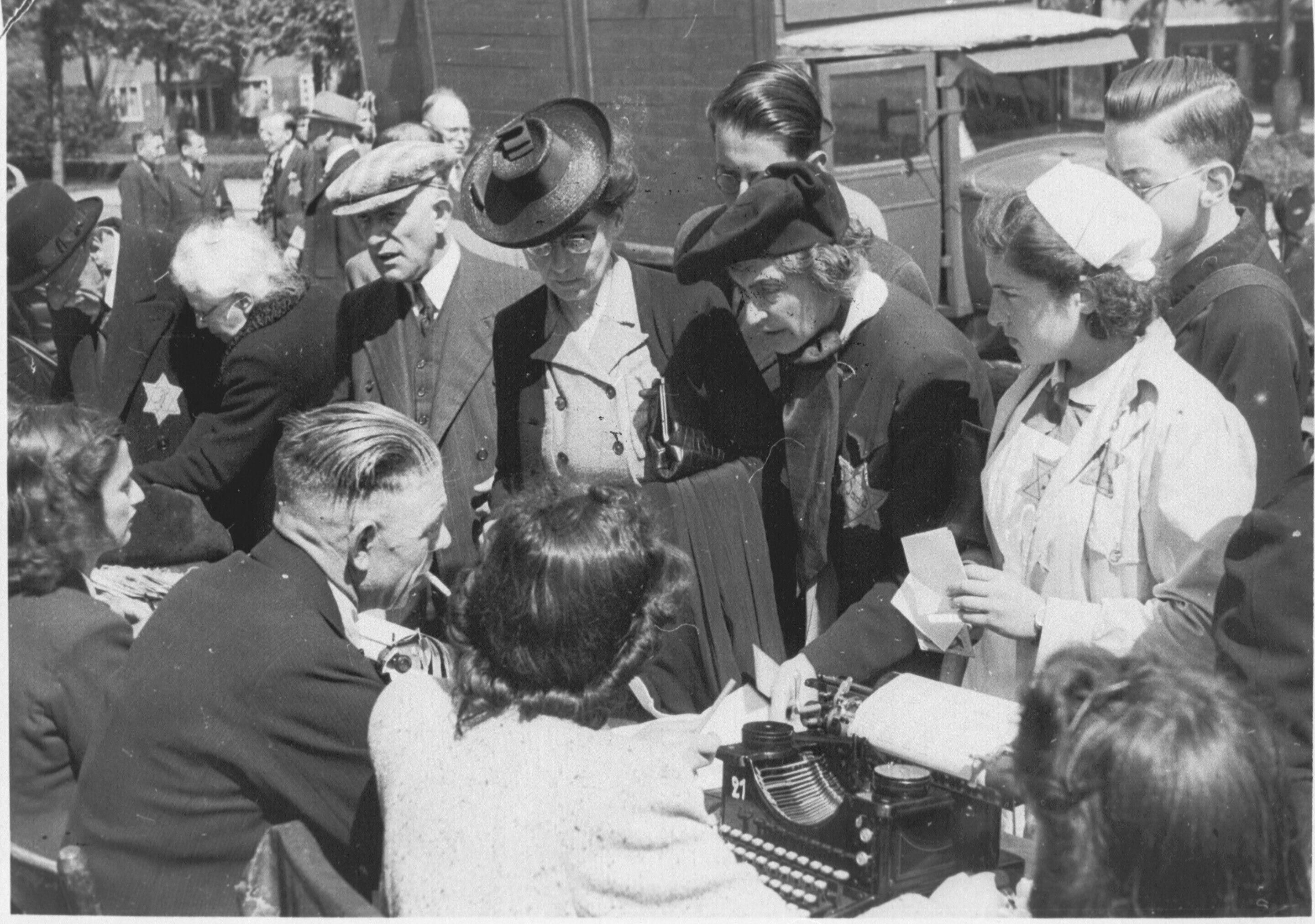
Rejestrowanie obywateli żydowskich w Amsterdamie 20 czerwca 1943 roku, którzy następnie zostali deportowani do obozu Westerbork

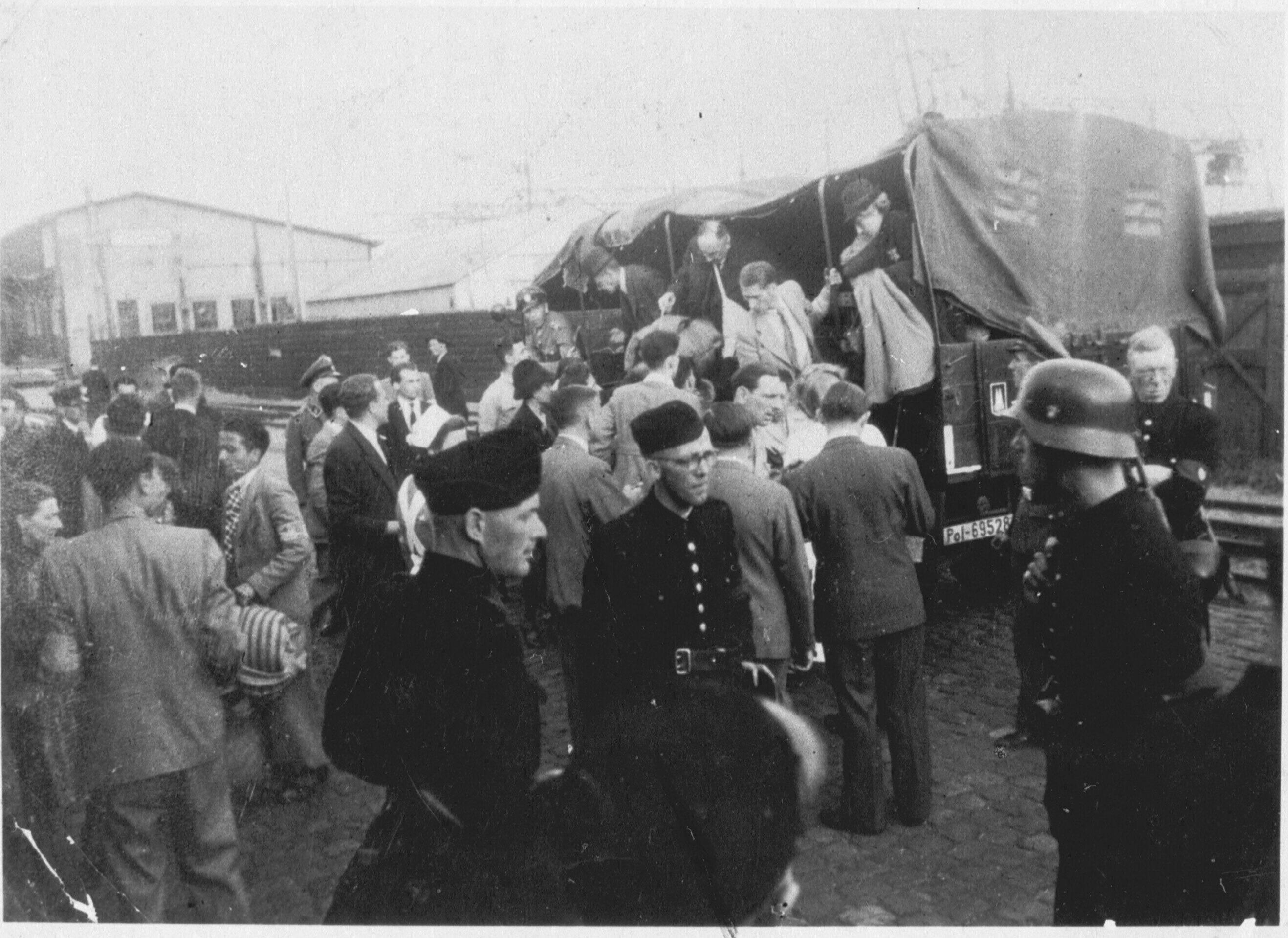
Deportacja z Amsterdamu do Westerbork latem 1943 roku

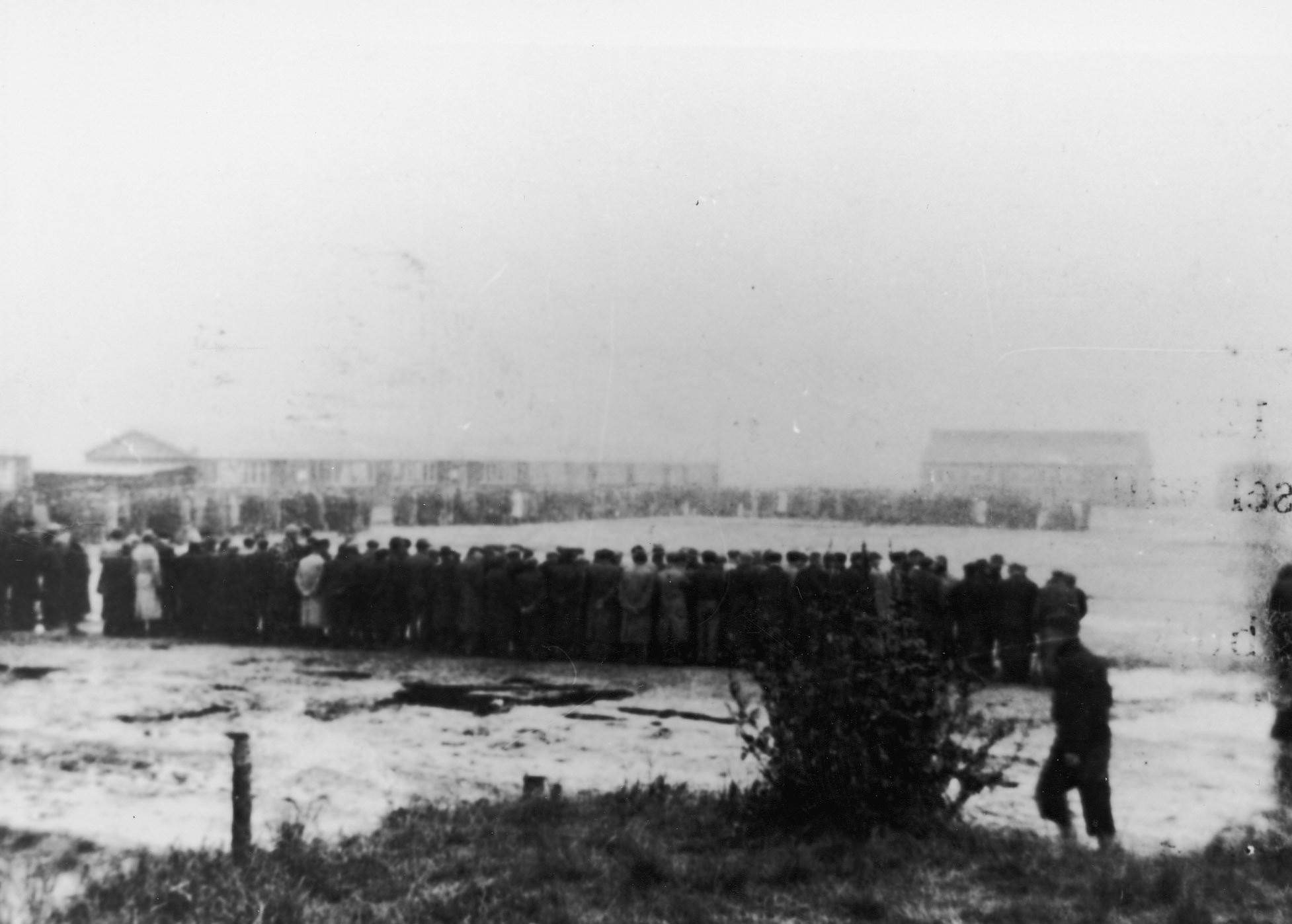
Apel w obozie Westerbork

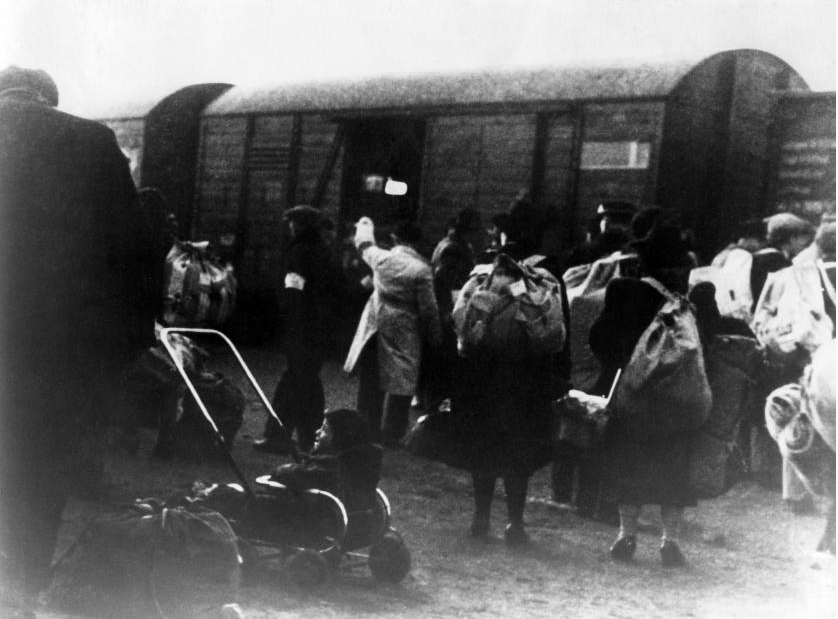
Deportacja z obozu Westerbork

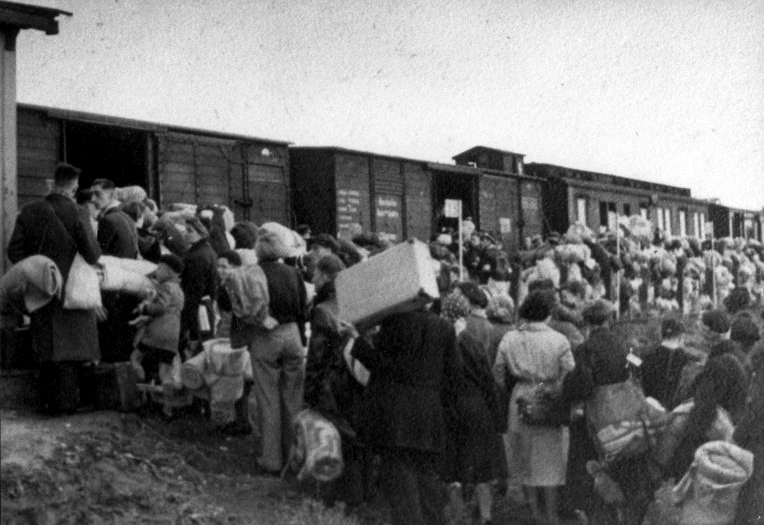
Deportacja z Westerbork 1942

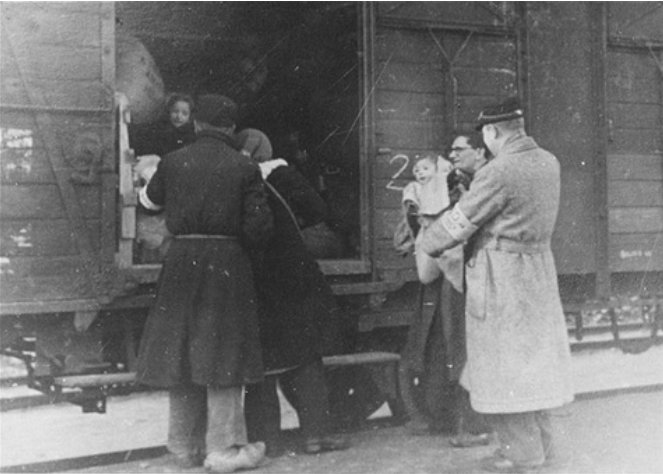
Deportacja z Westerbork

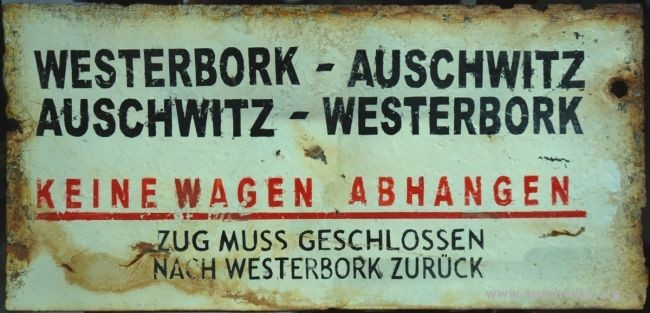
Napis na pociągu z Westerbork do Auschwitz

Od 1 lipca 1942 roku obóz został przejęty przez nazistów i funkcjonował jako Polizeiliches Judendurchgangslager Westerbork, czyli obóz deportacyjny, tzn. do obozu zwożono i gromadzono w nim grupy Żydów z obszaru całej okupowanej Holandii, a następnie odprawiano transporty kolejowe z ludźmi do obozów zagłady w Auschwitz i Sobiborze, a także, lecz rzadziej do getta w Theresienstadt i obozu Bergen-Belsen. Komendantem obozu od października 1942 aż do wyzwolenia był SS-man Albert Konrad Gemmeker. W tym czasie obóz został otoczony dwumetrowej wysokości ogrodzeniem z drutu kolczastego z siedmioma wieżyczkami strażniczymi, zaś wejścia do obozu zaczęło strzec SS. Porządku na terenie obozu pilnowały oddziały OD (Ordedienst) złożone z żydowskich współwięźniów, zaś poza obozem holenderska policja militarna Marechaussee (zmieniana co dwa miesiące). W obozie wysokie funkcje nadzorujące i kontrolujące pełniło około 20–30 niemieckich SS-manów.
W czasie wojny w obozie były 24 duże baraki mieszkalne, obok baraków o innym przeznaczeniu. Baraki mieszkalne miały po 84 metry długości i 10 metrów szerokości. W barakach stały żelazne łóżka bez materaców. Wcześnie rano na zewnątrz odbywały się apele. Więźniowie pracowali od około godziny 7 rano do 7 wieczorem. Racje żywnościowe były niedostateczne. Chleb był racjonowany. Ten, kto miał pracę był (tymczasowo) zwolniony z obowiązku deportacji np. porządkowi, pielęgniarze itd. Dokument, który zwalniał czasowo z przymusu deportacji nazywał się Sperre. W szczytowym okresie w baraku przeznaczonym dla 400–500 osób, musiało spać nawet 1000 ludzi, a w całym obozie przebywało po 18 000 ludzi. Jedna część baraku była przeznaczona dla kobiet i dzieci, a druga dla mężczyzn.
Zadaniem komendanta Obersturmführera Alberta Konrada Gemmekera było co tygodniowe deportowanie z Westerbork na Wschód wymaganej liczby Żydów. Transporty były organizowane w Berlinie. Tam podejmowano decyzje dotyczące terminu i miejsca deportacji, oraz obowiązkowej liczby osób przeznaczonych do deportacji. Jeżeli brakowało ludzi, to niedobory uzupełniano osieroconymi dziećmi przebywającymi w baraku-sierocińcu. Większość z uwięzionych w obozie przebywała w nim nie dłużej jak kilka tygodni, a czasami zaledwie kilka godzin. Ponad 200 osobom udało się uciec z obozu.
Pierwsze deportacje z obozu Westerbork do Auschwitz miały miejsce 15 i 16 lipca 1942 roku, po obławie w Amsterdamie, która miała miejsca dzień wcześniej. Objęły 2030 osób, w tym osierocone dzieci. Początkowo pociągi odjeżdżały dwa razy w tygodniu (od lipca do grudnia 1942 roku w poniedziałki i piątki za stacji kolejowej Hooghalen do Auschwitz), a w 1943 roku we wtorki. 2 listopada 1942 roku została oddana do użytku linia kolejowa wiodąca od stacji kolejowej Hooghalen aż do środka samego obozu, przebiegająca równolegle do głównej prostej i długiej drogi obozowej. Od tego momentu tutaj, na tzw. Boulevard des Misères (także nazywany Rachmones-Allee i Tsorres-Allee), przyjeżdżały pociągi z deportowanymi ludźmi i stąd deportowani odjeżdżali pociągami w bydlęcych wagonach do obozów zagłady. Pociąg z dwudziestoma wagonami bydlęcymi, w których były szorstkie ławki, przyjeżdżał dzień wcześniej, w poniedziałek wieczorem, i całkowicie zapełniony odjeżdżał następnego dnia o godzinie 11. Do transportu selekcjonowano barakami, ten, kto został wywołany musiał spakować do worka czy walizki swój niewielki dobytek, z którym przybył do Westerbork, i następnego dnia wsiadać do pociągu, bowiem informacja o deportacji była przekazywana tuż przed planowaną deportacją – wieczorem na dzień przed odjazdem pociągu. Zakwalifikowani do deportacji byli umieszczani na ostatnią noc w osobnym baraku, który także pełnił funkcję baraku karnego, aby tam czekać na odjazd. Musieli także dopełnić obowiązku wyrejestrowania się. Podczas ładowania ludzi do pociągów odjeżdżających z obozu, peron był niedostępny dla innych więźniów. Musieli oni pozostać na ten czas w swoich barakach. Dopiero po odjechaniu pociągu możliwe było wyjście z baraku i powrót do „normalnego życia”, aż do następnej deportacji.
W międzyczasie obóz musiał funkcjonować w „normalny sposób” i sprawiać wrażenie osady. Możliwe było uprawiane sportu, zrobienie zakupów w obozowym sklepie po dokonaniu w kantorze wymiany prawdziwych pieniędzy na „pieniądze obozowe” czy pójście we wtorkowy wieczór na przedstawienie do baraku administracyjnego. Dzieci chodziły do obozowego przedszkola i szkoły. Działał szpital i można było pójść do lekarza, albowiem wśród deportowanych znajdowali się ludzie różnych profesji, w tym nauczyciele i lekarze, którzy jednak w każdej chwili mogli i byli deportowani. Gemmeker starał się stworzyć iluzję, że zgrupowani w obozie ludzie zostaną przewiezieni do obozów przymusowej pracy na Wschodzie (Arbeitseinsatz), a nie do obozów śmierci. W tym celu przydzielał więźniom prace do wykonania w obozie, np. tworzenie list osób do deportacji czy pomaganie przy ładowaniu ludzi do wagonów. Żydzi, głównie pochodzący z Niemiec i Austrii, którzy mieszkali od początku w obozie i byli zatrudnieni w jego zarządzaniu i organizacji, posiadali uprzywilejowaną pozycję i miejsce na liście z dwoma tysiącami nazwisk tzw. Stammliste, byli w zasadzie zwolnieni z deportacji na Wschód. Każdy starał się mieć w obozie pracę, aby mógł jak najdłużej pozostać w Westerbork i uniknąć deportacji. W obozie znajdowała się filia banku Lippmann-Rosenthal, byłego żydowskiego banku z Amsterdamu, przejętego na początku wojny przez Niemców, którego zadaniem było rejestrowanie zasobów finansowych Żydów i ich przejmowanie.
Około 40% osób zostało deportowanych w wagonach bydlęcych, ciasno upakowanych po 60, 74 osoby w jednym wagonie: kobiety, mężczyźni, dzieci, osoby starsze i chorzy pomieszani ze sobą i razem z osobistym bagażem. Ogólnie rzecz biorąc ludzie ci nie wiedzieli co się z nimi stanie, dokąd jadą, jak długo będzie trwała podróż, jaką pracę będą musieli wykonywać, czy zostaną rozdzieleni od członków rodziny czy nie. Krążyły pogłoski o gazowaniu, ale nikt w to nie wierzył. Deportowani wierzyli, że jadą do pracy w fabrykach przemysłu wojennego. Podróż na Wschód trwała trzy dni. Do Nieuweschans pociągi były obsługiwane przez holenderskie koleje NS, zaś od Nieuweschans przez niemieckie koleje Deutsche Reichsbahn. Wagony do deportacji były specjalnie oznakowane i wracały z Europy Wschodniej puste.

### Arbeitslager

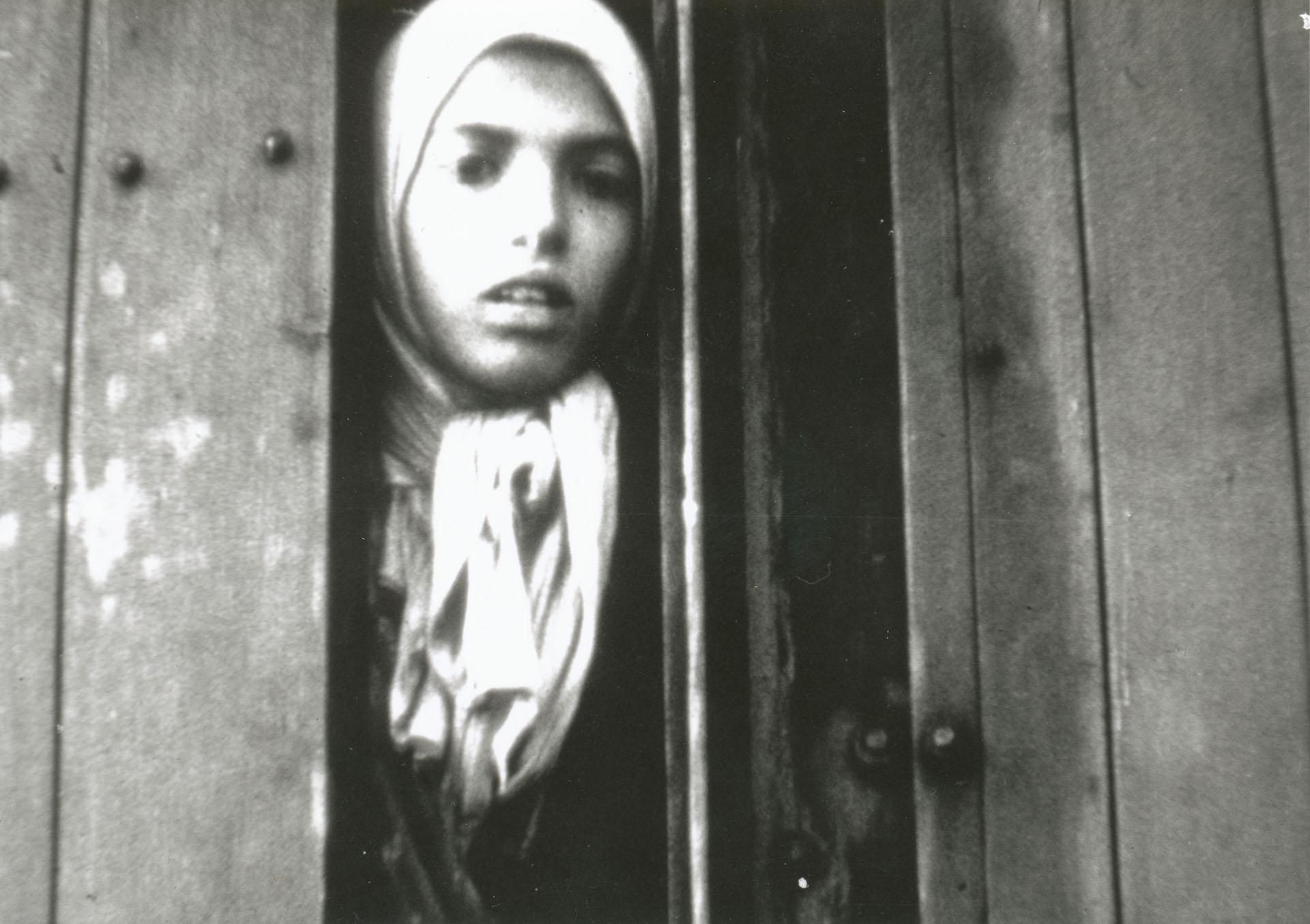
19 maja 1944 roku Westerbork, romska dziewczynka Settela Steinbach wyglądająca przez uchylone drzwi pociągu jadącego do Auschwitz, gdzie wkrótce zginęła w komorze gazowej; zdjęcie zrobione przez Rudolfa Breslauera (1903–1945)

W marcu 1944 roku status obozu został zmieniony na obóz pracy (Arbeitslager), gdyż Holandia została uznana za „wolną od Żydów” (Judenrein). Mniej więcej w tym samym czasie komendant Gemmeker rozkazał żydowskiemu fotografowi Rudolfowi Breslauerowi, uwięzionemu w obozie, sfilmowanie obozowego życia. Nieukończony film zawiera m.in. sceny przyjazdów i odjazdów pociągów z deportowanymi oraz więźniów przy pracy.
19 maja 1944 roku po nazistowskiej akcji wymierzonej przeciwko Cyganom w Holandii, 245 Sinti i Romów zostało wywiezionych z Westerbork do Auschwitz-Birkenau. Wśród deportowanych była dziewczynka Settela Steinbach. Jej zdjęcie zrobione w tym dniu w Westerborku, gdy wychyla się przez uchylone drzwi towarowego wagonu, stało się znane. Niespełna trzy miesiące później 3 sierpnia 1944 roku Settela Steinbach zginęła w komorze gazowej w Auschwitz-Birkenau.
Ostatni transport z Westerborku odbył się 13 września 1944 roku. 279 osób, w tym 77 dzieci, schwytanych w miejscu ukrywania się, odjechało do Bergen-Belsen.
Ogółem z obozu w Westerborku do nazistowskich obozów zagłady wyjechały 93 składy pociągów.
Obóz Westerbork został wyzwolony 12 kwietnia 1945 roku przez żołnierzy kanadyjskich. W obozie przebywało wtedy 876 Żydów.

## Miejsce egzekucji
W Kamp Westerbork okupant niemiecki posiadał także tajne miejsce do wykonywania egzekucji. Tutaj przez Niemców byli rozstrzeliwani aresztowani członkowie holenderskiego ruchu oporu oraz więźniowie obozu, którzy usiłowali uciec. W Kamp Westerbork dokonano 62 egzekucji. Ciała zostały spalone w krematorium, położonym tuż za obozem. Dwaj żydowscy więźniowie, którzy pod nadzorem SD zostali zmuszeni do pracy w krematorium, przeżyli i po wojnie złożyli zeznania oraz wskazali miejsce ukrycia prochów. Urny z prochami rozstrzelanych zostały 2 listopada 1945 roku pochowane na cmentarzu Esserveld przy pomniku wojennym, zaś dziesięciu rozstrzelanych we wrześniu 1943 roku, których prochy znaleziono po 1948 roku, zostało pochowanych i upamiętnionych w grobie dla członków ruchu oporu.

## Po wojnie
Po zakończeniu wojny, od 24 kwietnia 1945 do 1 grudnia 1948 obóz wykorzystano do internowania m.in. osób podejrzanych o współpracę z nazistami, a od 1 grudnia 1948 do września 1949 jako obóz wojskowy dla żołnierzy holenderskich powracających lub oczekujących na wyjazd do Holenderskich Indii Wschodnich. W latach 1950–1971 obóz, przemianowany na osiedle mieszkalne De Schattenberg, był miejscem zamieszkania Holendrów powracających z Indonezji i Moluków, po tym, jak Indonezja odzyskała niepodległość 27 grudnia 1949 roku. W 1958 roku pożar zniszczył 3 baraki, a czwarty nie nadawał się do zamieszkania. Dotychczasowi mieszkańcy zostali zakwaterowani w innych, lepszych warunkach. Rząd holenderski podjął decyzję o rozpoczęciu powolnej likwidacji. Ostatni mieszkańcy wyprowadzili się na początku 1971 roku, po czym rozebrano pozostałe baraki lub sprzedano je chłopom. Po obozie Westerbork/De Schattenberg praktycznie nic nie pozostało. Zachowała się jedynie willa, w której mieszkał komendant obozu (osłonięta obecnie szklaną obudową). Udało się jedynie ocalić nieliczne oryginalne przedmioty i struktury budowlane.
W 1967 roku na terenie byłego obozu ustawiono radioteleskop. Od 1970 roku na terenie byłego obozu działa obserwatorium astronomiczne Westerbork Synthese Radio Telescoop (WSRT). Na prawie 3-kilometrowym odcinku zostało umieszczonych łącznie 14 anten parabolicznych, każda o średnicy 25 metrów.

## Upamiętnienie
Muzeum poświęcone pamięci o obozie Herinneringscentrum Kamp Westerbork, otwarte w 1983 roku, znajduje się w odległości 10 km na północ od Westerbork w miejscowości Hooghalen (1,7 km na wschód od jej centrum). Pomiędzy muzeum a terenem byłego obozu zostały wyznaczone edukacyjne ścieżki dla pieszych. W odległości 3 km od muzeum znajduje się również pomnik wojenny Nationaal Monument Westerbork.

## Odszkodowania
Podczas II wojny światowej na polecenie niemieckiego okupanta holenderska kolej Nederlandse Spoorwegen transportowała z Holandii ludzi aż do końca granicy państwowej, którzy następnie trafiali do obozów koncentracyjnych i obozów zagłady poza granicami Holandii. Za te czynności NS wystawiło okupantowi rachunki. Np. w 1942 roku NS oddelegowały 632 pociągi do przewozu holenderskich robotników do Niemiec i 148 pociągów do transportu holenderskich Żydów do Hooghalen/Westerbork.
W 2005 roku NS oficjalnie przeprosiły za branie udziału w transportach ludzi do obozów koncentracyjnych.
Od 1 sierpnia 2019 roku NS zobowiązały się wypłacać indywidualne pieniężne odszkodowania dla Żydów, Romów i Sinti, którzy zostali pociągami przetransportowani do obozów przejściowych lub koncentracyjnych podczas II wojny światowej. Specjalna niezależna komisja (Advies Commissie Individuele Tegemoetkoming Slachtoffers WO II Transporten NS) ustaliła wysokość odszkodowań oraz warunki ich przyznawania. Według ustaleń komisji prawo do odszkodowania objęło około 6 tysięcy osób, w tym 500 osób, które przeżyły pobyt w obozie. Na ten cel zarezerwowano 40 do 50 milionów euro.
Wnioskodawcą i inicjatorem wypłacenia indywidualnych odszkodowań finansowych był Salo Muller, którego obydwoje rodzice zginęli w obozie koncentracyjnym.
Wszystkim osobom (Żydom, Romom i Sinti), które zostały na polecenie niemieckiego okupanta przewiezione pociągami do Westerbork, Vught lub Amersfoort, aby następnie zostać przetransportowanymi do obozów koncentracyjnych lub obozów zagłady poza granicami Holandii w celu eksterminacji jako grupy ludności, lub które zostały wywiezione z innych miejsc w Holandii bezpośrednio do obozów koncentracyjnych lub obozów zagłady poza jej granicami, a które przeżyły holokaust, przyznano odszkodowanie w wysokości 15 000 euro. W przypadku przetransportowanych osób, które zginęły w obozach lub zmarły tuż po wojnie, owdowiałemu partnerowi przyznano odszkodowanie w wysokości 7500 euro. Łączne odszkodowanie dla dzieci, w przypadku gdy obydwoje małżonkowie/partnerzy już nie żyją, zostało ustalone na 5000 do 7500 euro w zależności od daty urodzenia najstarszego żyjącego dziecka (po lub przed 8 maja 1945 roku).